# Leamington (Ontario)
Pour les articles homonymes, voir Leamington.

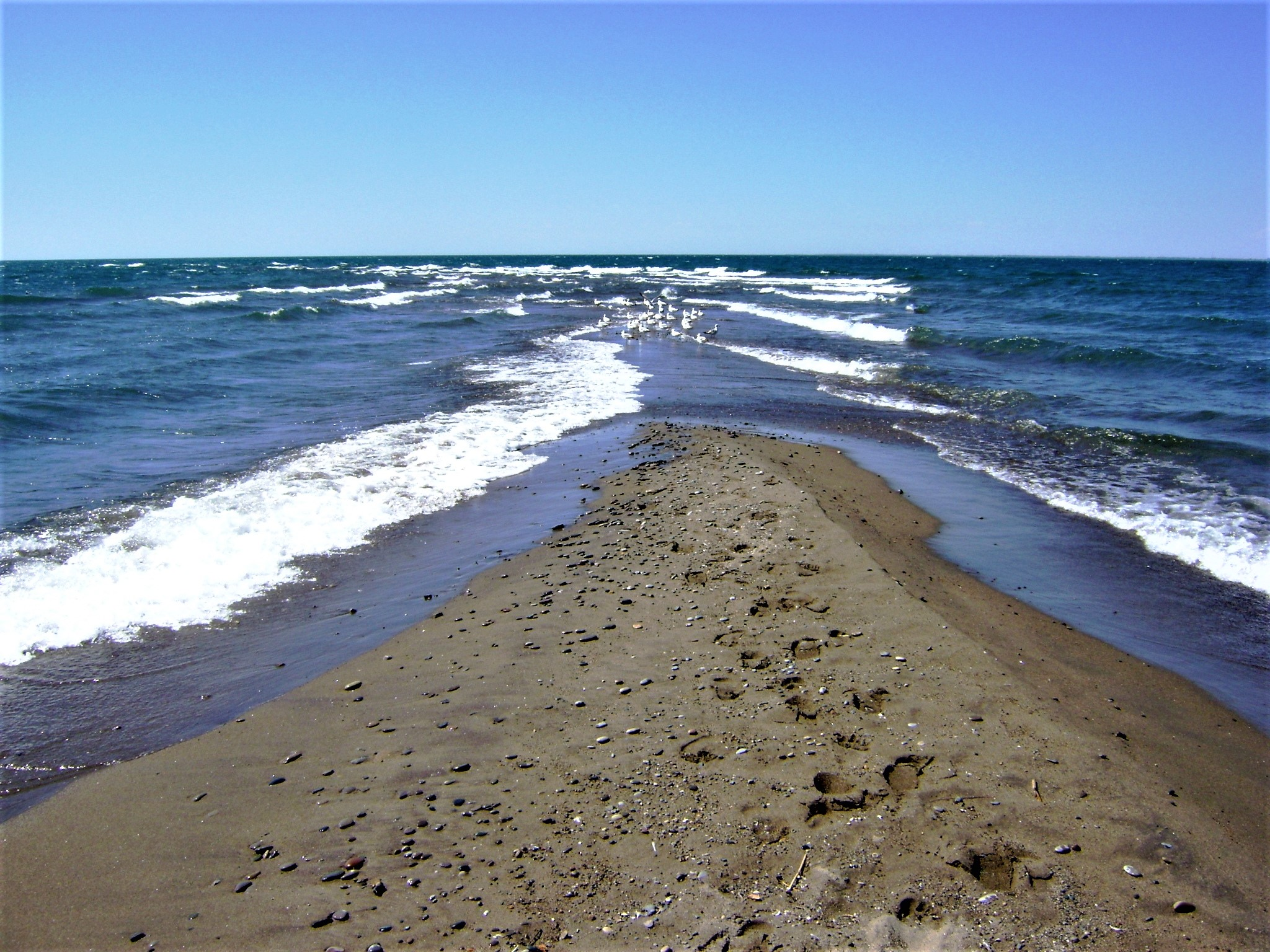
parc national de la Pointe-Pelée, le point le plus méridional de la partie continentale du Canada

Leamington est une municipalité d'Ontario (Canada) située dans le comté d'Essex. Avec sa population de 28 403 habitants en 2011, elle est la deuxième municipalité la plus populeuse de la région de Windsor-Essex (après la ville de Windsor). 
Le territoire de Leamington comprend le parc national de la Pointe-Pelée, le point le plus méridional de la partie continentale du Canada. Leamington est aussi le site d'une grande usine de la compagnie Heinz et est connu comme la « capitale canadienne de la tomate » dû à ses 4 km2 de culture de tomates.

## Géographie
Leamington se situe sur la rive nord du lac Érié au 42e parallèle nord, la même latitude que Chicago, Rome, Saragosse en Espagne, mais aussi à la même latitude que la frontière nord du Portugal et la frontière entre la Californie et l’Oregon. 
En plus d’être connu comme un grand site d’observation des oiseaux (Pointe Pelée), la région reçoit chaque automne un grand nombre de monarques en route vers le centre du Mexique.

## Histoire
Le village de Leamington a été incorporé en 1876. Il s’agissait alors d’un hameau de 300 habitants à une croisée de chemins, connu pour son bois d’œuvre. En 1908, la compagnie Heinz est venue s’établir à Leamington, contribuant ainsi à la forte croissance de la ville.  

## Transport
Leamington est relié au réseau routier de l’Ontario par la route 3 (jusqu'à Windsor) et la route 77 (jusqu'à l'autoroute 401). Un petit aéroport privé se situe à 4 km à l’est de la ville et deux traversiers font la navette entre Leamington et l’île Pelée.

## Démographie
| 2001   | 2006   | 2011   | 2016   |
| ------ | ------ | ------ | ------ |
| 27 138 | 28 833 | 28 403 | 27 595 |

## Économie
La compagnie Heinz a ouvert son usine de ketchup et de nourriture pour bébés à Leamington en 1908. 
En plus de l’usine Heinz, Leamington est reconnue pour ses serres, qui comptent parmi les plus nombreuses en Amérique du Nord. En plus de la production de tomates, on y cultive surtout des poivrons, des concombres et des roses. La culture du tabac a déjà été très importante dans la région, mais depuis les années 1960, la production a baissé et elle n’existe presque plus aujourd’hui. Le 14 novembre 2013, la direction de Heinz annonce la fermeture de l'usine de transformation de Leamington, entraînant la perte de plus 740 emplois

### Immigration
Les producteurs maraîchers de Leamington embauchent chaque année des milliers de travailleurs migrants, qui viennent surtout du Mexique et des Antilles. À cause de cette immigration saisonnière importante, plusieurs petits commerces mexicains et jamaïcains ont ouvert leurs portes à Leamington. On y trouve même un consulat mexicain. 
Selon le recensement de 2006, près de 5 % de la population est d'origine latino-américaine, ce qui fait de Leamington la municipalité canadienne possédant la plus forte concentration de Latino-Américains.

## Sports
Les Flyers de Leamington sont une équipe de la division Ouest de la Ligue de hockey junior du Grand Ontario. 

## Médias
Le Leamington Post est l’hebdomadaire local. 

### Leamington dans les médias
La romancière Margaret Atwood a emprunté plusieurs aspects de Leamington (y compris des noms de rues, des données démographiques et un nom de commerce) pour créer la ville fictive de Port Ticonderoga pour son livre Le Tueur aveugle (en).
La ville fictive de Sun Parlour dans Lives of the Saints de Nino Ricci s’inspire de Leamington. 
L’action du livre Splat! d’Eric Walters se déroule au Festival de la Tomate de Leamington. 
Stompin' Tom Connors mentionne le nom de Leamington dans sa chanson The Ketchup Song.
Durant un monologue sur son émission en juillet 2009, David Letterman a déclaré Leamington la « capitale canadienne de la tomate ».

## Personnes célèbres
- Bob Hooper et Danny  Klassen, joueurs de la Ligue majeure de baseball
- Brad Selwood, Pat Ribble, Randy Manery, Darren McCarty et Kirk Bowman, joueurs de la Ligue nationale de hockey
- David Suzuki, écologiste
- Bill Sherk, Nino Ricci, Jean Brown et Lynsay Sands, auteurs
- Sandra Campbell, Miss Dominion du Canada en 1974 et représentante du Canada aux concours de beauté Miss Univers et Miss Monde